# Robert Whitaker (cavalier)
Pour les articles homonymes, voir Robert Whitaker.
Robert Whitaker est un cavalier de saut d'obstacles international britannique, né le 26 janvier 1983.

## Biographie
Robert Whitaker est né le 26 janvier 1983 ; il est le fils de John Whitaker, le neveu de Michael et le cousin d'Ellen et William.
Robert Whitaker a représenté de nombreuses fois l'équipe du Royaume-Uni à Poney d'abord en Junior puis en Sénior. Il est devenu Champion d'Angleterre à l'inauguration du Jumping en 2003. Il a été à nouveau couronné champion depuis, en 2008 et 2009.
Le 25 novembre 2011 à Stockholm, il franchit un mur d'une hauteur de 2,12 m sans selle, ce qui constitue un record du monde.
Robert Whitaker a monté de nombreux chevaux jusqu'au meilleur niveau. Parmi ses meilleurs chevaux, on compte Lacroix, le vainqueur de l'Open de Grande-Bretagne, et Finbarr, un grand spécialiste des épreuves de puissance. Il a été également auparavant le cavalier de Arko III, monté aujourd'hui au plus haut niveau par Nick Skelton.
Robert Whitaker vit actuellement à Huddersfield, dans le Yorkshire.